# اوموناسور
اوموناسور (نام علمی: Umoonasaurus) نام یک سرده از راسته نزدیک‌سوسماران است.